# ダンクレー・ルイス・デ・ジェズス・ペドレイラ
ダンクレー・ルイス・デ・ジェズス・ペドレイラ（Dankler Luis De Jesus Pedreira 、1992年1月24日 - ）は、ブラジル出身のサッカー選手。ECヴィトーリア所属。

## 経歴
ECヴィトーリアでプロキャリアをスタート。2013年7月、ボタフォゴFRと2年契約を結んだ。
2015年4月20日、シーズン終了までジョインヴィレECに期限付き移籍。
2016年1月、ポルトガルに渡りGDエストリル・プライアと3年半契約を結んだ。
2019年2月25日、ヴィトーリア・セトゥーバルからヴィッセル神戸に完全移籍で加入することが発表された。加入発表から5日後に行われた第2節のサガン鳥栖戦にスタメンで出場し、チームのシーズン初勝利に貢献。また、スポーツデータサイト『Sofa Score』の統計によるとこの試合でのロングパス成功率は100％であった。また、このシーズン天皇杯でクラブ初のタイトル獲得に貢献した。
2020年8月16日、第10節の鹿島アントラーズ戦で移籍後初ゴールを決めた。シーズン終了後に契約満了によりチームを退団。
2021年2月16日、セレッソ大阪への加入が発表された。3月にデビューする予定だったが、内転筋を痛めた影響で出遅れ、5月2日、第12節の大阪ダービーでデビュー、チアゴ・パグヌサットとセンターバックのコンビを組み、パワープレーに対して強さをみせた。
2021年6月26日、サウジ・プロフェッショナルリーグのアル・アハリ・サウジFCへの加入が発表された。「本当に皆様に感謝しています。もう皆様の前でプレーすることができないのが本当に悲しいです。チームのために全力を尽くしてタイトルを勝ち取ってセレッソ大阪の歴史に名前を残すという目標を果たすことができなくて残念です」と惜別のメッセージを送った。
2020/21シーズンはアル・アハリでセンターバックの主力選手として、リーグ戦ほぼ全試合にフル出場していた。
2022年3月に負傷離脱すると、母国ブラジルで治療やリハビリに専念。チームは降格の危機に瀕していたこともあって妻の出産にさえ立ち会わず、6月13日にチームへ再合流したものの、その後は全試合でメンバー外だった。結局クラブは史上初の2部降格となった。7月、アル・アハリを退団した。

## 所属クラブ
- 2011年 - 2013年 ECヴィトーリア
- 2013年 - 2015年 ボタフォゴFR
  - 2015年 ジョインヴィレEC（期限付き移籍）
- 2016年 - 2018年 GDエストリル・プライア
  - 2017年 - 2018年 RCランス（期限付き移籍）
- 2018年 - 2019年 ヴィトーリア・セトゥーバル
- 2019年 - 2020年 ヴィッセル神戸
- 2021年 - 同年6月 セレッソ大阪
- 2021年7月 - 2022年7月 アル・アハリ・ジッダ
- 2023年 - ECヴィトーリア

## 個人成績
| 国内大会個人成績 | 国内大会個人成績 | 国内大会個人成績 | 国内大会個人成績 | 国内大会個人成績 | 国内大会個人成績 | 国内大会個人成績 | 国内大会個人成績 | 国内大会個人成績 | 国内大会個人成績 | 国内大会個人成績 | 国内大会個人成績 |
| 年度             | クラブ           | 背番号           | リーグ           | リーグ戦         | リーグ戦         | リーグ杯         | リーグ杯         | オープン杯       | オープン杯       | 期間通算         | 期間通算         |
| 年度             | クラブ           | 背番号           | リーグ           | 出場             | 得点             | 出場             | 得点             | 出場             | 得点             | 出場             | 得点             |
| 日本             | 日本             | 日本             | 日本             | リーグ戦         | リーグ戦         | リーグ杯         | リーグ杯         | 天皇杯           | 天皇杯           | 期間通算         | 期間通算         |
| ---------------- | ---------------- | ---------------- | ---------------- | ---------------- | ---------------- | ---------------- | ---------------- | ---------------- | ---------------- | ---------------- | ---------------- |
| 2019             | 神戸             | 33               | J1               | 29               | 0                | 0                | 0                |                  |                  |                  |                  |
| 2020             | 神戸             | 33               | J1               | 20               | 3                | 1                | 0                |                  |                  |                  |                  |
| 2021             | C大阪            | 43               | J1               | 6                | 0                | 0                | 0                |                  |                  |                  |                  |
| 通算             | 日本             | 日本             | J1               | 55               | 3                | 1                | 0                |                  |                  |                  |                  |
| 総通算           | 総通算           | 総通算           | 総通算           | 55               | 3                | 1                | 0                |                  |                  |                  |                  |

## タイトル

### クラブ
ヴィッセル神戸
- 天皇杯 JFA 全日本サッカー選手権大会：1回 (2019年)
- FUJI XEROX SUPER CUP：1回 (2020年)